# Proteomica

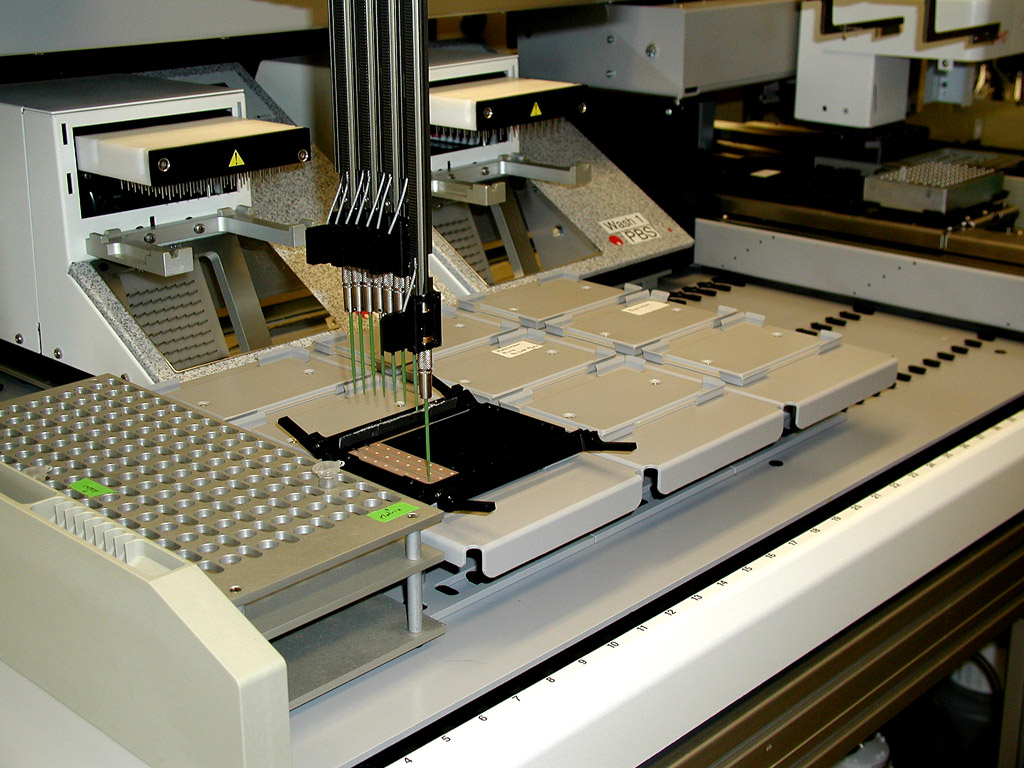
Analizzatore di pattern di proteine: spettrometro di massa MALDI

La proteomica consiste nell'identificazione sistematica di proteine e nella loro caratterizzazione rispetto a struttura, funzione, attività, quantità e interazioni molecolari.
La proteomica riguarda lo studio su grande scala delle proteine, in particolare delle loro strutture e funzioni. Questa branca delle scienze biologiche è inclusa nelle cosiddette scienze OMICHE che caratterizzano la Biologia dei sistemi.
Tale termine è stato coniato da Wilkins ed il suo significato è PROTEins expressed by genOME. 
Mentre il genoma rappresenta il set completo di geni di una cellula, il proteoma rappresenta il set completo di proteine. Differentemente dal genoma, il proteoma risulta contesto indipendente. In tempi diversi della vita cellulare il corredo di geni di una cellula risulterà invariato, statico, mentre il corredo di proteine risulterà estremamente diverso e presenterà una vasta dinamicità. Un organismo ha espressioni proteiche radicalmente diverse a seconda delle varie parti del suo corpo, nelle varie fasi del suo ciclo di vita e nelle varie condizioni ambientali.
A differenza della genomica, che studia il corredo genico di un organismo, la proteomica si occupa dell'intero corredo proteico contenuto in una cellula in un dato momento. 
Si è poi già a conoscenza dei fatto che l'uomo possiede all'incirca 20.000 geni, ma il contenuto proteico supera il milione. Questo dislivello che si ha tra il numero di geni e nel numero di proteine prodotte in un organismo è dovuto a differenti fattori, quali:
- ricombinazione a livello genetico;
- presenza di promotori genici alternativi;
- presenza di siti di terminazione alternativi;
- splicing alternativo;
- PTMs o modificazioni post-traduzionali a carico delle proteine.

Le proteine, quindi, rappresentano un aumento del livello di complessità biologica.
Il proteoma è l'insieme di tutti i possibili prodotti proteici espressi in una cellula, incluse tutte le isoforme e le modificazioni post-traduzionali. Il proteoma è dinamico nel tempo, varia in risposta a fattori esterni e differisce sostanzialmente tra i diversi tipi cellulari di uno stesso organismo.
Esistono sostanzialmente due tipi di proteomica:
La BOTTOM-UP PROTEOMICS, che si serve della Cromatografia Multidimensionale ed utilizza un approccio peptidico in cui non si identificano le specie proteiche ma i precursori proteici, e la TOP-DOWN PROTEOMICS, che invece si serve dell'Elettroforesi bidimensionale e permette di identificare le specie proteiche. In quest'ultimo caso non utilizziamo i peptidi ma le proteine.
Possiamo definire questi due approcci come diametralmente opposti, nella bottom-up dei tanti dati ottenuti si vanno ad osservare solo quelli più interessanti mentre nell'approccio top-down si vanno ad osservare pochi dati per poi allargare l'analisi.

## Studio della proteomica
La proteomica può essere studiata con varie tecniche ma la tecnica di elezione è l'elettroforesi bidimensionale. Questa tecnica ci permette di vedere tutto l'apparato proteico contenuto in una cellula e ci permette inoltre di separare le proteine, prima, a seconda del loro punto isoelettrico, poi, a seconda del loro peso molecolare. L'elettroforesi bidimensionale garantisce inoltre un'elevata risoluzione e un'elevata riproducibilità, nonché una capacità di separare simultaneamente migliaia di proteine. Per riconoscere le proteine all'interno del gel per elettroforesi, è possibile applicare una colorazione fluorescente. Le colorazioni maggiormente utilizzate sono:
- Blu di Coomassie
- Silver
- Sypro

La tipologia di colorazione che viene effettuata va in parte ad influire sulle tecniche che possono essere eseguite in seguito. Ad esempio, la colorazione Blu di Coomassie risulta essere la più utilizzata ma non risulta poi compatibile con la spettrometria di massa. 
La spettrometria di massa è infatti un'altra importantissima tecnica utilizzata nell'analisi proteica. In questa tecnica le proteine, o i peptidi, vengono portati in fase gassosa e poi ionizzate. Si misura poi il loro rapporto massa/carica osservato la differenza di accelerazione degli ioni quando viene applicato un campo elettrico. 
Rimane comunque da ricordare che gli studi riguardanti la proteomica sono più difficili da compiere rispetto agli studi di genomica. A quest'oggi siamo in grado di conoscere la sequenza di basi che costituisce un gene in tempi davvero brevi ed esistono tecniche altamente funzionali che sono in grado di riconoscere e classificare le varie sequenze che si trovano in un gene (motivi, strutturali, siti di inizio e di terminazione della traduzione, ecc...). Per quello che riguarda la proteomica gli studi sono ancora molto arretrati. La grande difficoltà nell'avanzare di questa disciplina è nella difficoltà di riuscire a ottenere quantità abbondanti di proteine, di campione, per eseguire le analisi. Proteine insolubili, come quelle di membrana, sono infatti difficili da portare in soluzione e quindi il loro studio diviene altamente complesso. Durante i passaggi di purificazione e cristallizzazione delle proteine, per lo studio ai raggi X, molto campione viene anche perso o danneggiato (le proteine possono infatti denaturare o aggregare tra loro e precipitare in modo irreversibile). Si necessitano quindi delle tecniche che riescano a fornire una maggiore quantità di materiale di partenza per lo studio di queste macromolecole.

## Livelli di sviluppo
Attualmente la proteomica si sviluppa su tre diversi livelli: 
- proteomica di profilo o di espressione, che mira all'identificazione di pattern di espressione (es. differenze di condizione tra sano e malato);
- proteomica strutturale, che si occupava della caratterizzazione delle proteine a livello strutturale e che si serve di tecniche quali cristallografia e NMR;
- proteomica funzionale, che a sua volta comprende lo studio delle interazioni tra proteine (interattomica), lo studio delle interazioni tra una proteina ed i suoi substrati (metabolomica) e lo studio delle funzioni specifiche delle proteine (genomica enzimatica, genomica biochimica).

Un ulteriore interesse può riguardare il sito in cui sono localizzate le proteine in un determinato momento della vita cellulare. Questo ovviamente influenzerà la loro funzione.

## Alcune definizioni di proteomica
- "The ensemble of various technologies necessary to identify and ascribe biology to proteins in vivo" (DM&D proteomics report).

L'insieme delle varie tecnologie necessarie a identificare e assegnare le funzioni biologiche alle proteine in vivo.
- "Part of the functional analysis of gene products including large-scale identification and interaction studies of proteins" (Nature Biotech).

Parte dell'analisi funzionale dei prodotti dei geni inclusa l'identificazione su larga scala e lo studio delle interazioni delle proteine.
- "The complete profile of proteins present in the cell, in the tissue, and the body as a whole" (Leroy Hood).

Il profilo completo delle proteine presenti nella cellula, nel tessuto e nel corpo intero.
- "The large scale study of proteins, usually by biochemical methods" (Matthias Mann).

Lo studio su larga scala di proteine, di solito con metodi biochimici.